# August Ahlberg
August Ahlberg, född den 29 december 1838 i Backa socken, Göteborgs och Bohus län, död den 28 maj 1918 i Ljungby församling, Hallands län, var en svensk präst. Han var far till Adolf, Karl Ahlberg och Axel Ahlberg.
Ahlberg blev student vid Lunds universitet 1861. Han prästvigdes 1866 och blev förste komminister i Gällstads med flera församlingars pastorat 1871. Ahlberg blev kyrkoherde i Abilds församling 1876 och i Ljungby och Alfshögs församlingar 1878. Han blev prost honoris causa 1887 och i Falkenbergs kontrakt 1890.